# Karaševo
 Ovo je glavno značenje pojma Karaševo. Za srednjovjekovno naselje Karaševo u Baranji, danas dio naselja Petrijevci pogledajte Petrijevci.
Karaševo (rumunjski: Carașova, mađarski: Krassovar) je općina i istoimeno naselje u županiji Caraş-Severin, u Rumunjskom dijelu Banata, 15 km od grada Reșița (hrvatski: Rešice), u kojoj žive Hrvati zvani Krašovani.

## Demografija
U općini živi 3110 stanovnika. Po popisu stanovništva 84,60 % su Hrvati, 4,49 % izjasnilo se kao Krašovani, 4,47 % Romi, 4,41 % Rumunji. Po vjeroispovijesti 92,54 % su rimokatolici. Općina Karaševo obuhvaća grad Karaševo s 2341, te sela Jabalče s 234 i Neremić s 535 stanovnika.

## Religija
Većina stanovništva su rimokatolici (89,32 %).
U Karaševu djeluje i kulturno umjetničko društvo "Karaševska zora" i nogometni klub "Prolaz Karaševo".

## Turizam
Općina ima vrlo privlačne turističke lokacije zabilježene u poznatim turističkim putokazima, 
- Nacionalni park Semenik-dolina rijeke Karaš
- Spilju "Comarnic" (Komarnik-najdulja špilja u Europi)
- Spilju "Popovat" (Sokolovačka pećka-arheološko nalazište iz doba neolitika), spilja "Toluz", spilja "Liliecilor" (Ljiljačka pećka-zaštićeno područje nastanjeno šišmiševima)
- Utvrda "Cetatea turcului" (Turski Grad)
- Najstariju katoličku crkvu u županiji građenu u baroknom stilu, u selu Karaševu iz 1726. godine. [2]

## Vanjske poveznice
- MVPEI.hr Hrvatska nacionalna manjina u Rumunjskoj[neaktivna poveznica]
- Službene stranice Karaševa  Arhivirana inačica izvorne stranice od 1. lipnja 2007. (Wayback Machine)